# Erik Szilvássy
Erik Szilvássy, född 21 december 1994, är en ungersk brottare som tävlar i grekisk-romersk stil.

## Karriär
Vid EM 2025 i Bratislava tog Szilvássy silver i 82 kg-klassen efter en finalförlust mot azeriske Qurban Qurbanov.